# Sung Shu Chien
Sung Shu Chien (romanización de 钱崇澍 (1883-28 de diciembre de 1965) fue un botánico, pteridólogo chino, que trabajó extensamente en el "Instituto de Botánica", de la Academia China de las Ciencias, especializado en las familias Urticaceae, Orchidaceae y Daphniphyllaceae para Flora de China.
Realizó recolecciones botánicas en expediciones, en 1926 a la provincia de Anhui, y en 1921 al oeste de la provincia de Hubei. Publicó, entre otros, en Contributions from the Biological Laboratory of the Science Society of China. Botanical Series.

## Honores
- miembro de la Sociedad Botánica de China (BSC)[3]

### Eponimia
- (Annonaceae) Chieniodendron Tsiang & P.T.Li[4]
- La abreviatura «S.S.Chien» se emplea para indicar a Sung Shu Chien como autoridad en la descripción y clasificación científica de los vegetales.[5]